# Marie-Hélène Fraïssé
Pour les articles homonymes, voir Fraisse (homonymie).
Marie-Hélène Fraïssé, née à Paris, est une journaliste française, autrice d'ouvrages sur l’exploration de l'Amérique du Nord. Elle a été récompensée par le prix Samuel de Champlain pour l'ensemble de son œuvre.

## Biographie
Marie-Hélène Fraïssé est titulaire d'un doctorat de langue et civilisation américaine. Elle est grand reporter (Géo, Radio France), productrice d’émissions à France Culture, où elle dirigeait le magazine hebdomadaire Tout un monde. Elle contribue des critiques littéraires à la section Culture du journal Le Monde. 
Elle est l'auteur d'essais historiques sur l'époque coloniale américaine et les « premiers contacts » avec les Amérindiens. On lui doit en outre la publication du récit d’exploration  de Samuel Hearne  (Le Piéton du Grand Nord, Payot, 2002), une édition de Fenimore Cooper (Le Dernier des Mohicans et autres récits, Omnibus, 2003), ainsi que de Jacques Cartier (Voyages au Canada : introduction au texte original, Agone/Comeau et Nadeau).
Le prix Samuel de Champlain lui est décerné en 2006 pour l'ensemble de son œuvre,.
Elle a été l'épouse du poète Luc Bérimont (1915-1983), puis du photographe et critique rock Alain Dister (1941-2008).

## Publications
- Découvreurs d’Amériques (Albin Michel 1992)
- Aux commencements de l’Amérique (Actes Sud 1999).
- Indiens (Les Indiens d’Amérique du Nord), Chêne, 2004 rééd. 2011
- Radisson, Indien blanc, agent double, Actes Sud, 2008, biographie d’un explorateur du XVIIe siècle.
- L'impensable rencontre - chroniques des "Sauvages" de l'Amérique du Nord, éd. Albin Michel octobre 2014
- L'eldorado polaire de Martin Frobisher - 1576-1578, éd. Albin Michel mai 2017[5]
- Western, une autre histoire", Bayard , collection "Petite conférence", mars 2022
- Alaska, l’ultime frontière - en terre amérindienne, de Vancouver à Anchorage, éditions Albin Michel, 2023, 352 p.  (ISBN 978-2-226-43827-0)